# 神吉村
神吉村（かみよしむら）は、京都府北桑田郡にあった村。現在の南丹市八木町神吉にあたる。

## 地理
- 山岳：鎌ヶ岳、千歳山、龍王ヶ岳
- 河川：桂川

## 歴史
- 1874年（明治7年） - 神吉下村、神吉和田村、神吉上村が合併して神吉村となる。
- 1889年（明治22年）4月1日 - 町村制の施行により、神吉村が単独で自治体を形成。
- 1955年（昭和30年）3月1日 - 船井郡八木町に編入。同日神吉村廃止。

## 著名な出身者
- 高木文平 - 実業家
- 後宮信太郎 - 台湾の金山王
- 後宮淳 - 陸軍大将